# Luca Milani
Luca Milani (Milano, 1978) è un cantautore e chitarrista italiano.

## Biografia

### I File
Forma negli anni novanta il trio di matrice grunge File, con Alessandro Bevilacqua (basso) e Tommy Graziani (batteria). Nel 2001 suonano come gruppo ospite a tre date italiane (Bologna, Padova, Milano) dalla band svedese Hardcore Superstar, dove vengono notati da Roberto Biglia, direttore dell'etichetta discografica Zomba Italia.
Ad inizio 2002, mentre Luca Capasso (ora nei Planet Funk) sostituisce Tommy Graziani alla batteria, la band firma per la Zomba. Per il primo album viene affidata la produzione artistica ad Andrea Mei che, nel suo studio di Civitanova Marche, comincia a lavorare con Luca, Alessandro e il nuovo batterista. A fine maggio la band sona in una serie di concerti nei locali e partecipa a importanti festival nazionali come il Neapolis Festival di Napoli e l'Heineken Jammin' Festival di Imola. A giugno viene pubblicato il primo EP Credo nei miracoli, registrato da Paolo Mauri (Afterhours) presso gli studi "Officine meccaniche" di Mauro Pagani.
Ad inizio 2003 al Jungle Sound di Milano vengono concluse le registrazioni dell'omonimo disco d'esordio dei File, anche edito per la Silvertone (UK). Il tutto stavolta a cura di Marco Trentacoste (Deasonika). “File” viene pubblicato a maggio 2003, ma la promozione e l'attività della band registrano un brusco stop a causa dell'inaspettata chiusura di Zomba Records, solo successivamente acquisita dalla Sony.

### Carriera solista
Luca Milani decide quindi di cambiare strada ed orizzonti, lavorando stavolta a materiale in lingua inglese.
Nel 2009, con l'autoproduzione Scars And Tattoos, Luca Milani esce nuovamente allo scoperto con del materiale orientato stavolta al folk e al country noir, ispirato da Hank Williams e Johnny Cash.
L'EP Scars And Tattoos viene accolto positivamente dalla critica sul web
. 
In quel periodo l'attività live di Luca Milani è esclusivamente in versione acustica.
Nel 2011 viene pubblicato Sin Train, album sulla lunga distanza edito dalla Black Nutria. Album più strutturato, sia in termini di durata che di struttura, tant'è che l'artista si avvale di una produzione di Giovanni Calella e Leziero Rescigno artistica e di una serie di musicisti a supporto. Sin Train colloca Luca Milani in un nuovo alveo musicale, di matrice anglosassone (e non più grunge/indie con testi in italiano) marcatamente folk.
Ad inizio del 2013 torna ad imbracciare la chitarra elettrica. Prima incide con Luca Capasso (batteria), Giovanni Calella (basso) e Riccardo Maccabruni (dei Mandolin' Brothers, tastiere) Lost for Rock N Roll (Martinè Records/Hellm-IRD), pubblicato a settembre mentre a giugno 2013 nascono The Glorious Homeless, la sua backing band, formata da Giacomo Comincini (batteria) e da Daniele Togni (basso) e Carlo Lancini (chitarra), entrambi già membri dei Mojo Filter.
Nel maggio 2013 la band ha collaborato con Mojo Filter per la cover del brano Under My Thumb dei Rolling Stones, contenuta nella compilation Stoned Town edita nel dicembre 2013 da Martinè Records.
Nel 2016 l'artista ha pubblicato il terzo album  Fireworks for Lonely Hearts accompagnato dal trio The Glorious Homeless e che visto la partecipazione di Riccardo Maccabruni.

## Discografia Luca Milani

### EP
- 2009 - Scars And Tattoos (Recorded Recordings Records)

### Album
- 2011 – Sin Train  (Black Nutria)
- 2013 – Lost For Rock N Roll  (Martine'-Hellm/IRD)
- 2016 - Fireworks for Lonely Hearts (Helim Records)
- 2019 - Idols "Hellm" (Rivertale Productions)

### Compilation
- 2011 - Lungo La Strada (Derozer) tratta da “E che tristezza quando chiude il bar - Tributo ai Derozer” (RocketMan Records)
- 2012 - The Girl Is Mine (Michael Jackson) tratta da “Wanna Be Startin' Somethin'” (Martine' Records)
- 2013 - Under My Thumb (Rolling Stones) tratta da “Stoned Town” (Martine' Records) - Luca Milani & Mojo Filter
- 2013 - Christmas In Washington (Steve Earle) tratta da “Mescalina.it: Free Christmas 2013” (Mescalina.it) - Luca Milani feat. Riccardo Maccabruni & Carlo Lancini

## Discografia File

### EP
- 2002 - Credo Nei Miracoli (Zomba)

### Album
- 2003 – File  (Zomba/Silvertone)